# Punto de giro
Punto de giro es una serie de suspenso de la televisión colombiana, producida por Televideo para el canal RCN en el año 2003. Dirigida por Kepa Amuchastegui, escrita por Mauricio Navas y Mauricio Miranda y protagonizada por Roberto Cano, Cristina Umaña y Alejandra Borrero como actriz protagonista-antagonista, con las actuaciones estelares de Carolina Sabino, Rodrigo Candamil y Valentina Rendón.

## Sinopsis
Fernando Bonilla, un hombre de empresa y con una linda familia, se tropieza una tarde de sábado con Stephania Braun. Ambos hacen compras en el mismo supermercado y por un accidente trivial él acaba llevándola a su apartamento. Allí, ella, en agradecimiento le ofrece una copa de vino y con él primer brindis estalla una catarata de deseo que los consume hasta la madrugada del día siguiente.[cita requerida]
La conversación del desayuno parece dejar claro que lo acontecido no es más que una fuga de la vida y que todo ha de volver a la normalidad. En estos términos, Fernando vuelve a su vida de familia sin imaginar que a partir de este momento Stephania dedicaría cada minuto a seguirlo a donde quiera que él fuera. Desesperado por el acoso y la intromisión de la mujer, Fernando una noche discute con ella a tal extremo de intensidad que pierde el sentido y la mata.[cita requerida]
Deshacerse del cadáver y de la sangre tomó toda la madrugada pero al final de la jornada la conciencia de Fernando se tranquilizaba con la idea de haber salvado su hogar. Pero la historia verdaderamente comienza esa mañana cuando Matilde la niña de 7 años, jugando al cartero le trae a su papá una correspondencia que acaba de entrar por debajo de la puerta. Fernando abre el sobre y en su interior hay una nota manuscrita que dice “No me gustó lo que hiciste con mi cadáver, te espero en el punto señalado en este mapa, hoy a las seis de la tarde”.[cita requerida]
Aquella tarde Fernando miente para poder escapar de su casa e ir al punto del encuentro señalado en la carta. A las seis de la tarde ha llegado a un salón oscuro en donde súbitamente se enciende un proyector de multi-imagen y como cuchillas de una guillotina aparecen en la pantalla fotografías que relatan en secuencia el homicidio cometido por Fernando la noche anterior. Aterrorizado con los ojos anclados a la proyección nuestro hombre ve salir del fondo de la proyección a una mujer, a Stephania, ella, desde la distancia lo desafía con su presencia y cuando el miedo ya parece haber abarcado cada rincón del lugar ella lo interroga: “¿ahora sí vamos a hablar?”.[cita requerida]

## Elenco
- Roberto Cano es Fernando Bonilla.
- Alejandra Borrero es Estefanía Braun.
- Cristina Umaña es Bibiana de Bonilla.
- Karen Escobar es Matilde Bonilla.
- Carolina Sabino es Karina de Mistral.
- Rodrigo Candamil es Ángel Mistral.
- Valentina Rendón es Diana.
- Fabio Rubiano es Andrés Arango.
- Consuelo Luzardo es Eva María.
- Ana María Aguilera es Violeta.
- Kepa Amuchastegui es Saúl.
- Rita Bendek es Victoria.
- Carlos Duplat es Ignacio.
- Carlos Hurtado es Tapias.
- Alberto León Jaramillo es Fiscal.
- María Emilia Kamper es Leonor.
- Ana María Kamper es Prudencia.
- Alejandra Miranda es Encarnación.
- Alexander Palacio es Capitan.
- César Mora es Actor.
- Marcela Vanegas es Ana María.
- Géraldine Zivic es Brenda.
- Carolina Ramírez es Extra.